# Фарж-ан-Сетен
Фарж-ан-Сете́н (фр. Farges-en-Septaine) — коммуна во Франции, находится в регионе Центр. Департамент — Шер. Входит в состав кантона Божи. Округ коммуны — Бурж.
Код INSEE коммуны — 18092.
Коммуна расположена приблизительно в 200 км к югу от Парижа, в 110 км юго-восточнее Орлеана, в 20 км к востоку от Буржа.

## Население
Население коммуны на 2008 год составляло 959 человек.
| 1962 | 1968 | 1975 | 1982 | 1990 | 1999 | 2008 |
| ---- | ---- | ---- | ---- | ---- | ---- | ---- |
| 600  | 635  | 543  | 566  | 691  | 737  | 959  |

## Экономика
В 2007 году среди 653 человек в трудоспособном возрасте (15-64 лет) 521 были экономически активными, 132 — неактивными (показатель активности — 79,8 %, в 1999 году было 70,3 %). Из 521 активных работали 493 человека (310 мужчин и 183 женщины), безработных было 28 (10 мужчин и 18 женщин). Среди 132 неактивных 46 человек были учениками или студентами, 45 — пенсионерами, 41 были неактивными по другим причинам.

## Достопримечательности
- Замок Буа-Бузон (XVII век). Исторический памятник с 1942 года[3]
- Приходская церковь Нотр-Дам (XII век)
  - Запрестольный образ «Святое Семейство» (XIX век). Размеры — 110×80 см. Исторический памятник с 1978 года[4]
  - Запрестольный образ «Крещение Господне» (XVII век). Размеры — 82×110 см. Исторический памятник с 1978 года[5]